# Taymi Chappé
Taymi Chappé Valladares (ur. 11 września 1968 w Hawanie, zm. 3 listopada 2020 w Miami) – kubańska szpadzistka reprezentująca także Hiszpanię, trzykrotna medalistka mistrzostw świata.
Podczas mistrzostw świata w Lyonie w 1990 roku wywalczyła złoty medal w turnieju indywidualnym. Na podium wyprzedziła Węgierkę Dianę Eöri i Mariję Mazinę z ZSRR. Na rozgrywanych cztery lata później mistrzostwach świata w Atenach Hiszpanki w składzie: Taymi Chappé, Rosa María Castillejo, Carmen Ruiz Hervías i Cristina de Vargas zdobyły złoty medal w zawodach drużynowych. Ponadto na mistrzostwach świata w Kapsztadzie w 1997 roku zdobyła brązowy medal indywidualnie; wyprzedziły ją tylko Kubanki: Mirayda García i Zuleidis Ortiz.
Wystartowała na igrzyskach olimpijskich w Atlancie w 1996 roku, gdzie indywidualnie zajęła siedemnaste miejsce. Był to jej jedyny start olimpijski.
Ponadto zdobyła złoty medal indywidualnie i srebrny drużynowo na igrzyskach panamerykańskich w Hawanie w 1991 roku.
Zmarła w 2020 roku na zawał serca.
Jej ojciec, Pedro Chappé, reprezentował Kubę w koszykówce.